# Eucalyptus caesia
Eucalyptus caesia är en myrtenväxtart som beskrevs av George Bentham. Eucalyptus caesia ingår i släktet Eucalyptus och familjen myrtenväxter. Inga underarter finns listade i Catalogue of Life.

## Bildgalleri

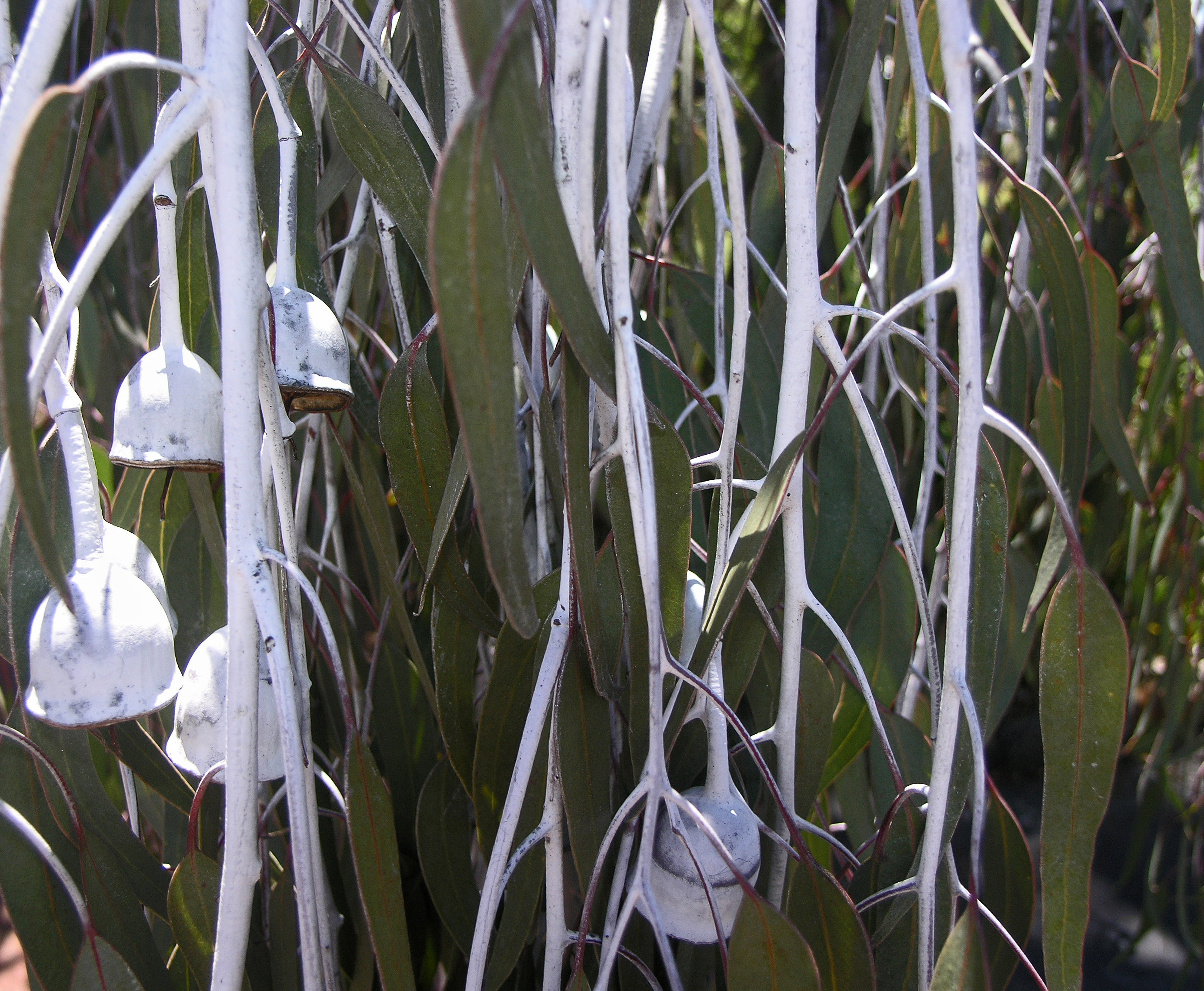
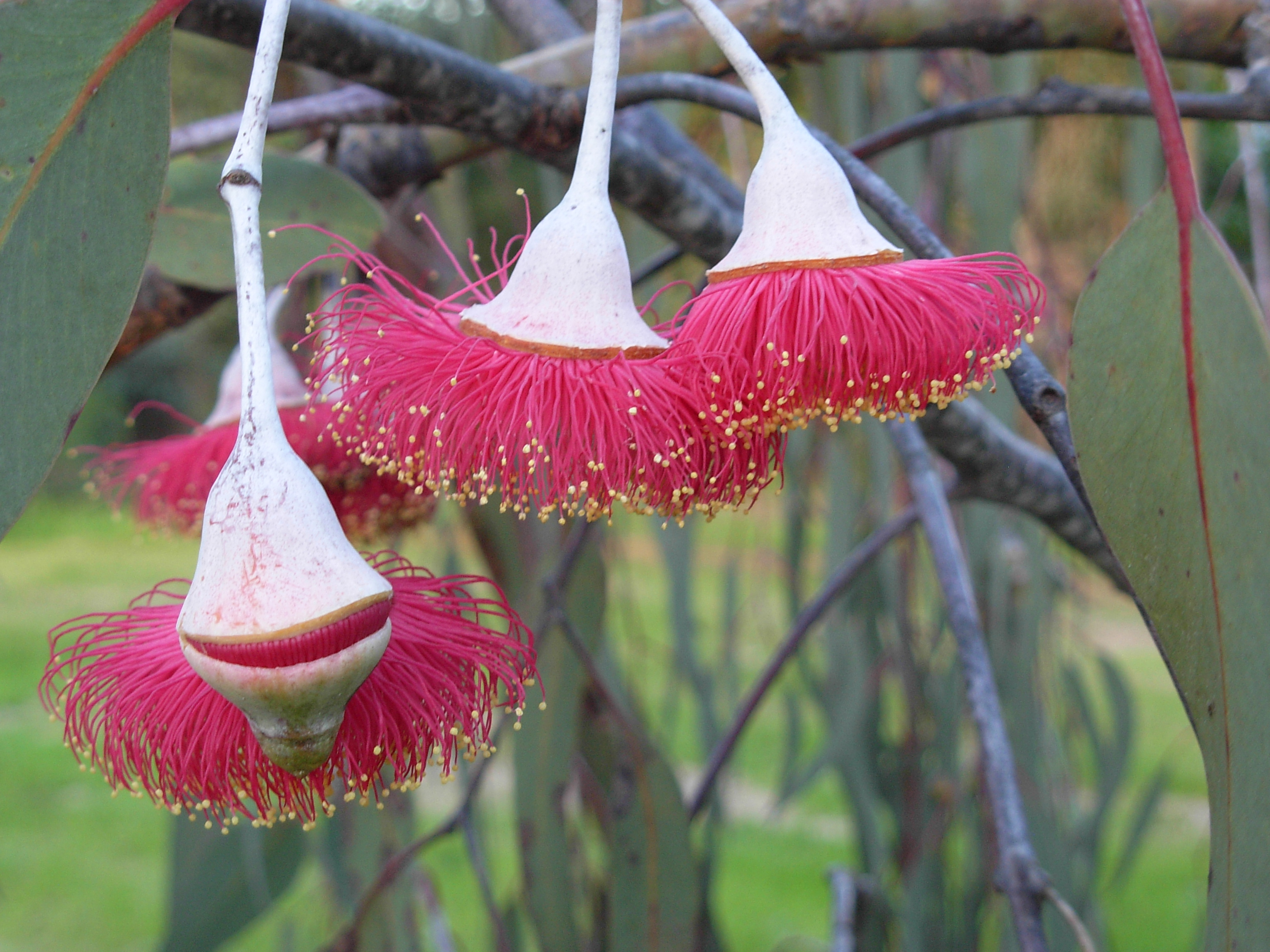